# ジョン＝エティエンヌ・シャポニエール

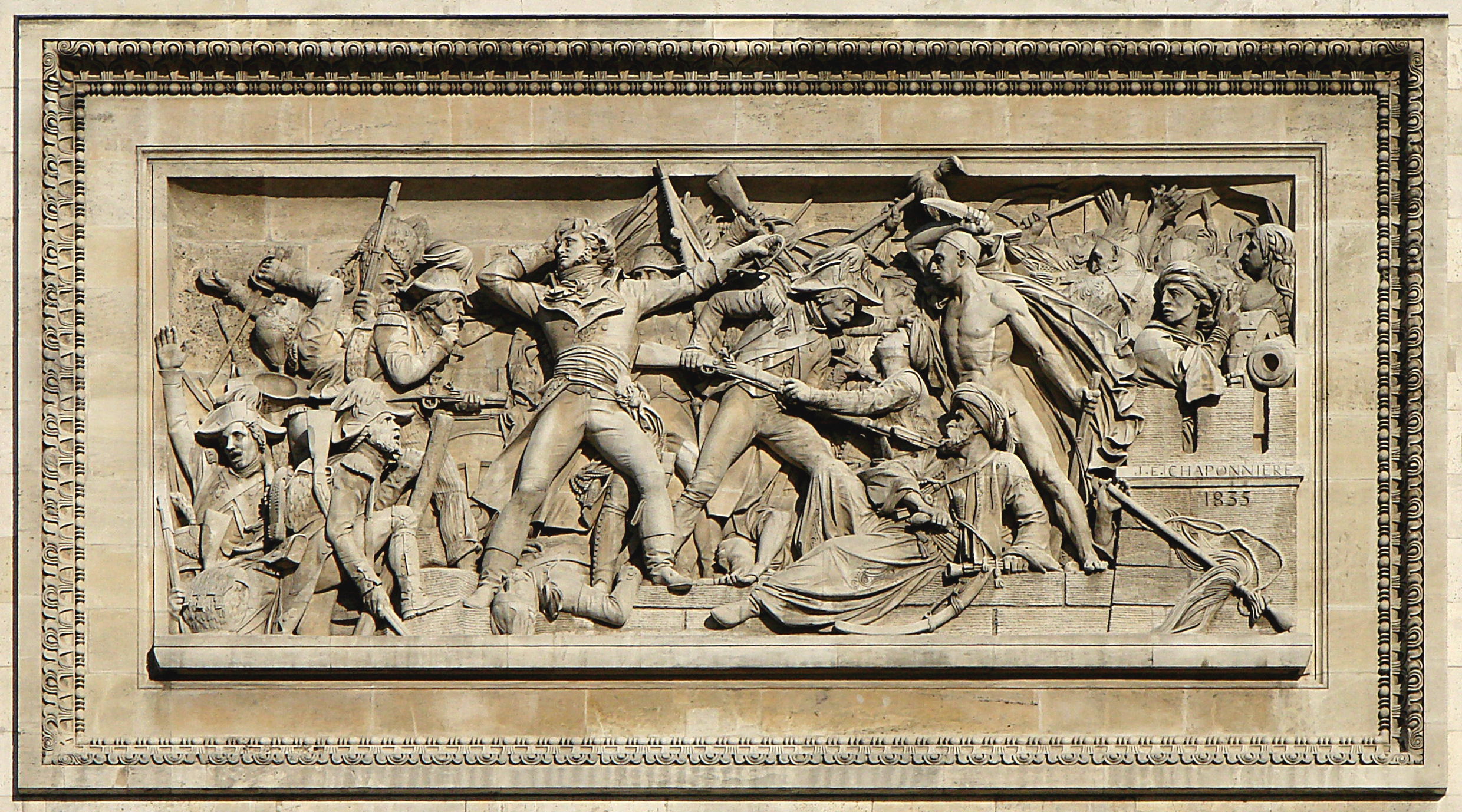
エトワール凱旋門のレリーフ

ジョン＝エティエンヌ・シャポニエールことジャン＝エリー・シャポニエール（John-Étienne Chaponnière、本名:Jean-Élie Chaponnière、1801年7月11日 - 1835年6月19日）はスイス生まれの彫刻家、画家、版画家である。イタリアやフランスで修行した。エトワール凱旋門の装飾彫刻の制作をした一人である。

## 経歴
ジュネーヴの商人の家に生まれた。家族はシャポニエールを商売人にさせたがったが、14歳で、ジュネーヴの美術協会が運営する絵画学校に入学した。4年か5年間、時計の外部の彫金技術のクラスで学んだ後、教師の勧めで彫刻に移った。20歳の時、美術協会の会長にパリで学ぶことを勧められて、パリに移り、 自由美術学校（École gratuite de dessin、後の国立高等装飾美術学校）で学び、1824年から彫刻家のジェームス・プラディエの工房で働いた。
1827年からナポリで活動し、1829年からフィレンツェのロレンツォ・バルトリーニのもとで修行し、その後ローマでも修行した。1827年には作品がジュネーヴの美術館(Musée Rath)に買い上げられ、ジュネーヴの美術協会の名誉会員に選ばれた。ジュネーブでしばらく活動した後、パリに移り、1831年にパリで発表した作品も評価を得て、他の多くの彫刻家とともにエトワール凱旋門の装飾彫刻の制作者に選ばれ、「ピラミッドの戦い」を描いたレリーフを制作した。その後もパリのサロンに作品を出展したが、結核を悪化させて、1835年に33歳で亡くなった。

## 作品

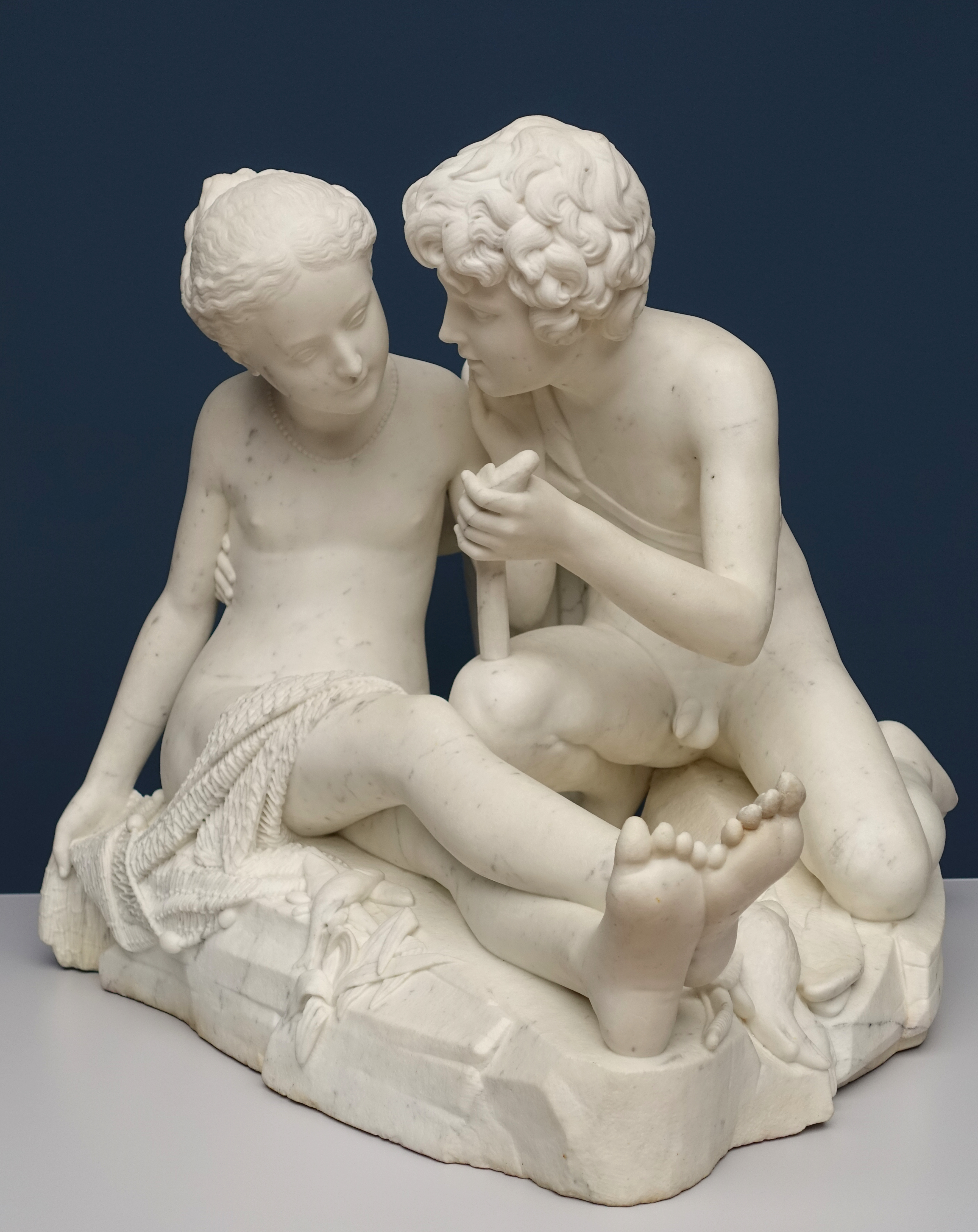
『ダフニスとクロエ』 ヴィラ・ヴォーバン（ルクセンブルク市美術館）蔵
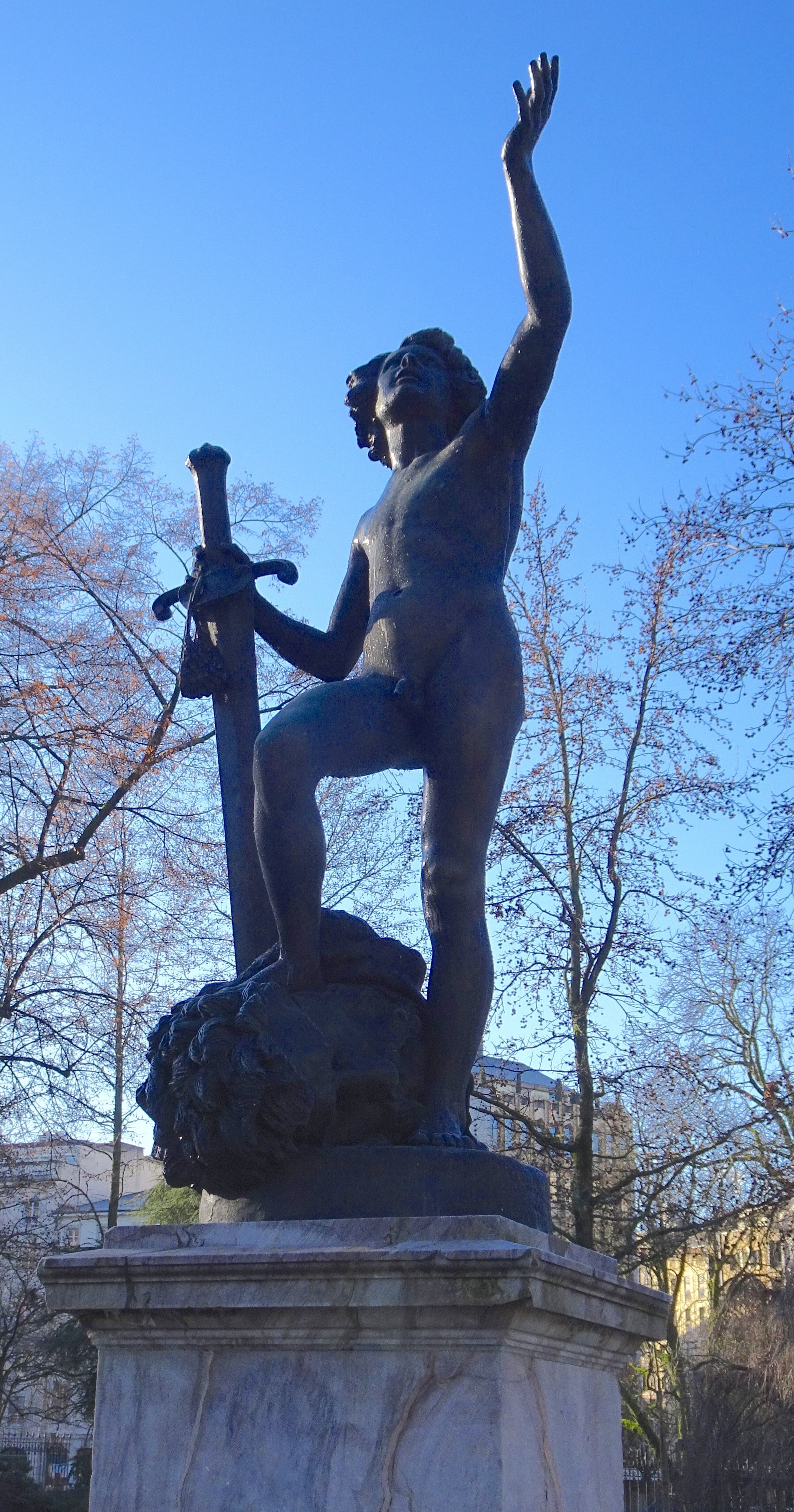
『ゴリアテに勝利したダヴィデ』 ジュネーヴのバスティオン公園
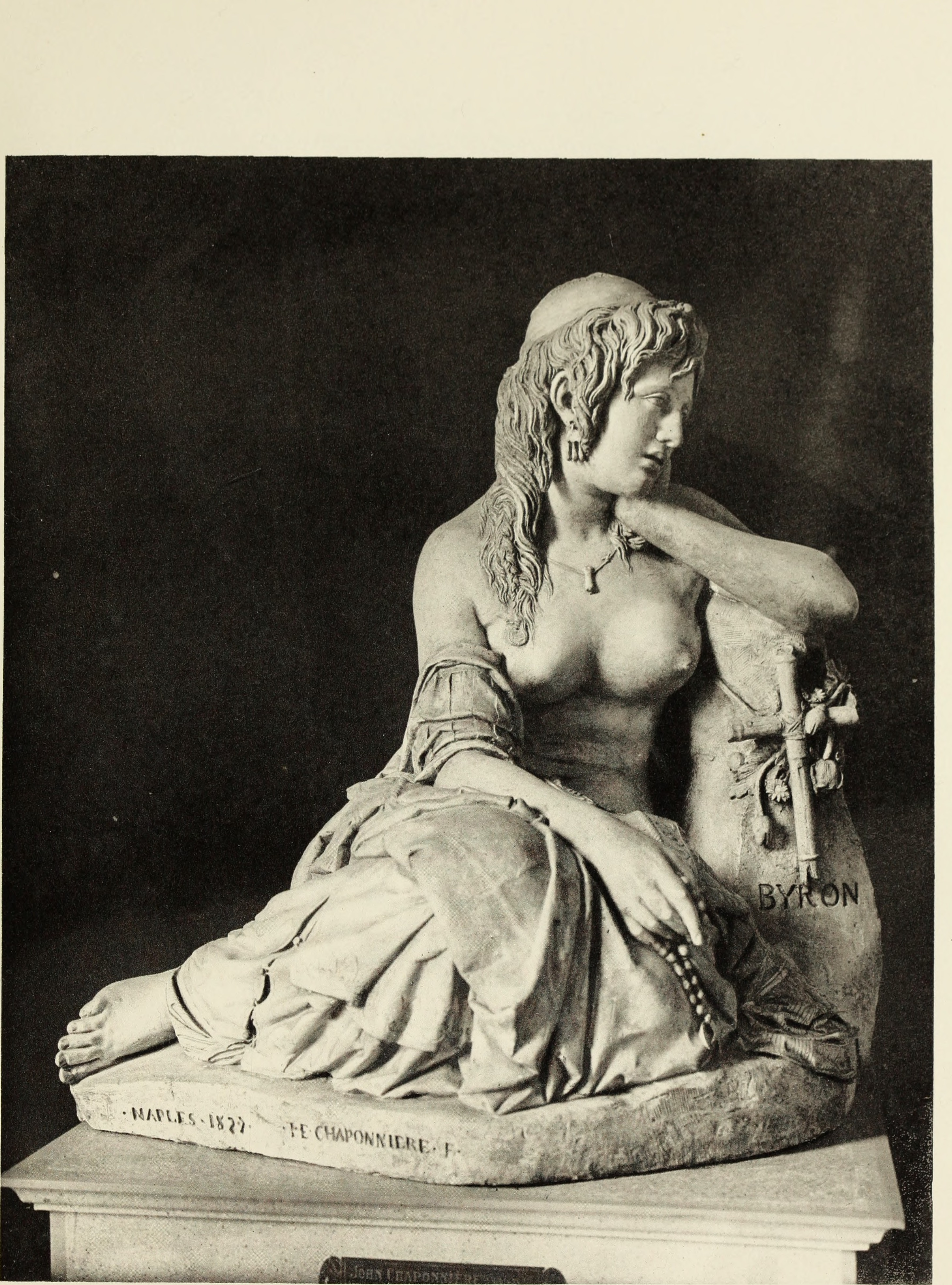
『 Jeune Grecque pleurant sur le tombeau de Byron』